# HD 129245
HD 129245，又名BD+80 448，SAO 8054、HR 5479，是一颗恒星，视星等为6.26，位于銀經117.41，銀緯36.35，其B1900.0坐标为赤經14h 36m 23.2s，赤緯+80° 36.35′ 32″。